# 动物园站 (广州市)
動物園站是廣州地鐵五號線的車站，位於中国广东省廣州市越秀區環市東路梅东路口西側、廣州動物園南門的地底。該站於2009年12月28日啟用。
值得一提的是，本站是5號線應市民要求而增添的一個車站。另外，本站在路線圖上的英文名稱為Zoo，但在報站時則會被稱為The Zoo。

## 車站結構

### 車站樓層
本站共设有四層，地面为车站各出入口，周边为广州动物园南门、环市东路、梅東路、內環路高架以及其它建築，地下一層、二層為连接站厅与出入口的轉換層，其中地下二層设有商店；地下三層为车站厅层以及5号线滘口方向的2號站台；地下四層為5号线黃埔新港方向的1號站台。
與5號線使用暗挖法建設站台的各站一樣，本站使用了搪瓷板裝修車站。車站配色為紅色。 
| 地下一层 | 夾層     | 來往出入口及站廳                         |          |          |
| 地下二层 | 夾層     | 來往出入口及站廳、商店                   |          |          |
| 地下三层 | 站厅     | 售票机、客服中心、商店、警务室、安检设施 |          |          |
|          | 侧式站台 |                                          |          |          |
|          | 2 站台   | █5号线 滘口方向（下站：区庄）            |          |          |
| 地下四层 | 侧式站台 | 侧式站台                                 | 侧式站台 | 侧式站台 |
|          | 1 站台   | █5号线 黄埔新港方向（下站：杨箕）        |          |          |

### 站厅
受车站周边高层建筑物、高架桥以及5号线隧道区间采用上下叠摞设计影响，动物园站采用特殊的车站设计。地下一层和二層是来往各出入口及站厅的缓冲平台，其中地下二層的缓冲平台被大堂的中庭分隔，该层为非付费区，设有车站商店。缓冲平台及站厅层之间设有专用电梯及多组扶手电梯和楼梯供乘客往返。
动物园站收费区设于站厅南侧、西侧及北侧，呈“匚”字型布置，2號月台与站厅收费区均位於地下三层，站厅收费区包括2號月台设有专用电梯、三台扶手电梯以及兩条楼梯来往地下四层的1號月台。
受收費區與非收費區布置的影響，本站只能分開設置兩台专用电梯，乘客可乘坐专用电梯進行更直接地前往車站站廳層及2號月台（僅限C出入口），前往黃埔新港方向的乘客入閘後需轉乘另一部专用电梯，方可抵達1號月台。
值得一提的是，本站地下一层和地下三层之间有两个20米高直通天花板的Y形大水泥柱来支撑车站结构，是為本站的特色。
动物园站设有便利店、面包糕饼店等商店，亦设有自动售卡/充值机等自助服务设施。

### 月台

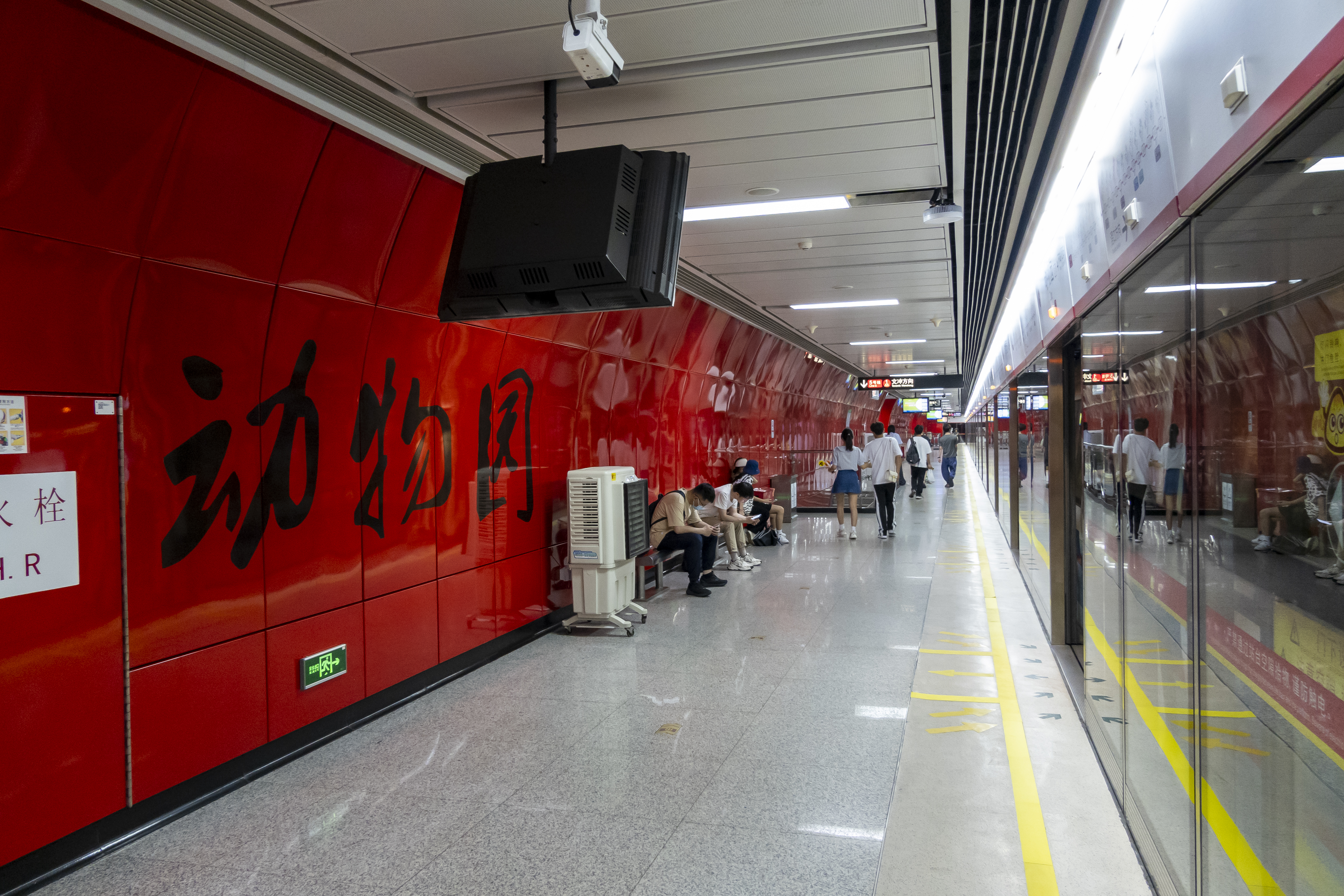
2号站台

本站是廣州地鐵首個设置側式疊式月台的車站，2个月台皆位於环市东路地底。前往滘口方向（2号月台）的乘客从站厅入闸后可直接到达月台；而前往黃埔新港方向（1号月台）的乘客则需要使用连接两层月台的楼梯或者连接站厅层与1号月台的扶手电梯或升降机前往。
由於動物園站位置比楊箕站更為偏東，而且需要避讓內環路的橋墩，導致本站與杨箕之間的走線弯急而短，如果以传统的平行隧道方式来布置隧道，则區間半徑不足以使列车转弯，因此此段隧道及本站站台均采用了上下叠摞的设计。

### 出入口
动物园站目前共设有2个出入口，均位於環市東路北側的動物園南門廣場上。本站C出入口设有轮椅升降机，该出入口的通道处亦设有升降机。
本站于環市東路南側规划了A出口，但附近業主不同意建設，因而一直无法实施，仅预留了盾构接口。來往本站及環市東路南側的乘客需绕行至数百米外的人行天桥，備受市民詬病。
|                                                     |                                                           |      |          |                                                |
| 編號                                                | 设施                                                      | 照片 | 出口指示 | 建議前往的目的地                               |
| B                                                   | 扶手电梯标志                                              |      | 环市东路 | 梅花路、广州动物园、动物园南门公交车站         |
| C                                                   | 盲道标志 · 轮椅升降台标志 · 无障碍通道标志 · 扶手电梯标志 |      | 环市东路 | 广州动物园、南部战区空军医院、天河立交公交车站 |
| 註： 設有 \| 設有 \| 設有輪椅升降台 \| 設有扶手電梯 |                                                           |      |          |                                                |

## 接驳交通
| 普通巴士线路 \| 编号 \| 编号 \| 线路 \| 线路 \| 线路 \| 收费 \| 备注 \| \| ---- \| -------------------- \| ---------------------- \| ---- \| ------------------------------ \| ---- \| ------------------------------------------ \| \| \| 30 \| 龙洞（民族文化村） \| ⇆ \| 东山广场 \| 2元 \| \| \| \| 133 \| 中山八路 \| ⇆ \| 龙口西（穗园小区） \| 2元 \| \| \| \| 191 \| 华景新城 \| ⇆ \| 市红会医院北门 \| 2元 \| \| \| \| 209 \| 坦尾（柏悦湾） \| ⇆ \| 广州火车东站 \| 2元 \| \| \| \| 221 \| 锦城花园（东风东） \| ⇆ \| 沥滘 \| 2元 \| \| \| \| 233 \| 滘口客运站 \| ⇆ \| 广州火车东站 \| 2元 \| \| \| \| 245 \| 黄石东（白云尚城） \| ⇆ \| 员村一横路 \| 3元 \| \| \| \| 280 \| 凰岗（锦东服装城） \| ⇆ \| 广州火车东站 \| 3元 \| \| \| \| 287 \| 晓港湾 \| ⇆ \| 动物园（先烈中路） \| 2元 \| \| \| \| 301A \| 广州南站 \| ⇆ \| 站前路（西郊大厦） \| 3元 \| \| \| \| 545 \| 珠江新城 \| ⇆ \| 泽德花苑（市中医院同德围分院） \| 2元 \| \| \| \| 810 \| 广州火车东站 \| ⇆ \| 白云高尔夫花园 \| 3元 \| \| \| \| 886 \| 南悦花苑 \| ⇆ \| 珠江新城 \| 2元 \| \| \| \| B2 \| 广州火车站（草暖公园） \| ⇆ \| 东圃 \| 2元 \| \| \| \| B2A \| 广州火车站（草暖公园） \| ⇆ \| 汇彩路 \| 2元 \| \| \| \| B3 \| 罗冲围 \| ⇆ \| 汇彩路北 \| 2元 \| \| \| \| 大学城专线4大学城4线 \| 天平架 \| ⇆ \| 大学城（广大） \| 3元 \| 15分/班（寒暑假期间30–60分/班） \| \| \| 夜14 \| 广州火车站（草暖公园） \| ⇆ \| 东莞庄 \| 3元 \| 27路附属线路 \| \| \| 夜19 \| 罗冲围 \| ⇆ \| 汇彩路北 \| 4元 \| B3路附属线路 \| \| \| 夜25 \| 广州火车站（草暖公园） \| ⇆ \| 东圃 \| 3元 \| B2路附属线路 \| \| \| 夜41 \| 广州火车站（草暖公园） \| ⇆ \| 保税区（酒博城） \| 4元 \| B28路附属线路 \| \| \| 夜46 \| 奥林匹克体育中心 \| ⇆ \| 石化路 \| 4元 \| \| \| \| 夜56 \| 广卫路 \| ⇆ \| 赤沙（广东财经大学） \| 3元 \| \| \| \| 夜71 \| 燕塘企业 \| ⇆ \| 渔沙坦（渔中路） \| 3元 \| \| \| \| 夜77 \| 广州白云站公交总站 \| ⇆ \| 广州火车东站 \| 3元 \| 810路附属线路 20–30分/班 \| \| \| 夜88 \| 市桥汽车站 \| ⇆ \| 广州火车站（草暖公园） \| 4元 \| 301A路附属线路 \| \| \| 夜89 \| 华景新城 \| ⇆ \| 宝岗大道 \| 3元 \| 191路附属线路 \| \| \| 夜105 \| 南悦花苑 \| ⇆ \| 兴民路（天汇广场） \| 4元 \| 经棠下（三元里大道）、天河南 886路附属线路 \| \| \| 广高峰快线30 \| （广州）体育中心 \| ⇆ \| （佛山）万科四季花城 \| 2元 \| 广283路附属线路，20–30分/班 \| \| \| 节假日公交专线7 \| 天河客運站 \| ⇆ \| 穗丰村（兴太三路） \| 3元 \| \| |                      |                        |      |                                |      |                                            |
| 编号 | 编号                 | 线路                   | 线路 | 线路                           | 收费 | 备注                                       |
| | 30                   | 龙洞（民族文化村）     | ⇆    | 东山广场                       | 2元  |                                            |
| | 133                  | 中山八路               | ⇆    | 龙口西（穗园小区）             | 2元  |                                            |
| | 191                  | 华景新城               | ⇆    | 市红会医院北门                 | 2元  |                                            |
| | 209                  | 坦尾（柏悦湾）         | ⇆    | 广州火车东站                   | 2元  |                                            |
| | 221                  | 锦城花园（东风东）     | ⇆    | 沥滘                           | 2元  |                                            |
| | 233                  | 滘口客运站             | ⇆    | 广州火车东站                   | 2元  |                                            |
| | 245                  | 黄石东（白云尚城）     | ⇆    | 员村一横路                     | 3元  |                                            |
| | 280                  | 凰岗（锦东服装城）     | ⇆    | 广州火车东站                   | 3元  |                                            |
| | 287                  | 晓港湾                 | ⇆    | 动物园（先烈中路）             | 2元  |                                            |
| | 301A                 | 广州南站               | ⇆    | 站前路（西郊大厦）             | 3元  |                                            |
| | 545                  | 珠江新城               | ⇆    | 泽德花苑（市中医院同德围分院） | 2元  |                                            |
| | 810                  | 广州火车东站           | ⇆    | 白云高尔夫花园                 | 3元  |                                            |
| | 886                  | 南悦花苑               | ⇆    | 珠江新城                       | 2元  |                                            |
| | B2                   | 广州火车站（草暖公园） | ⇆    | 东圃                           | 2元  |                                            |
| | B2A                  | 广州火车站（草暖公园） | ⇆    | 汇彩路                         | 2元  |                                            |
| | B3                   | 罗冲围                 | ⇆    | 汇彩路北                       | 2元  |                                            |
| | 大学城专线4大学城4线 | 天平架                 | ⇆    | 大学城（广大）                 | 3元  | 15分/班（寒暑假期间30–60分/班）            |
| | 夜14                 | 广州火车站（草暖公园） | ⇆    | 东莞庄                         | 3元  | 27路附属线路                               |
| | 夜19                 | 罗冲围                 | ⇆    | 汇彩路北                       | 4元  | B3路附属线路                               |
| | 夜25                 | 广州火车站（草暖公园） | ⇆    | 东圃                           | 3元  | B2路附属线路                               |
| | 夜41                 | 广州火车站（草暖公园） | ⇆    | 保税区（酒博城）               | 4元  | B28路附属线路                              |
| | 夜46                 | 奥林匹克体育中心       | ⇆    | 石化路                         | 4元  |                                            |
| | 夜56                 | 广卫路                 | ⇆    | 赤沙（广东财经大学）           | 3元  |                                            |
| | 夜71                 | 燕塘企业               | ⇆    | 渔沙坦（渔中路）               | 3元  |                                            |
| | 夜77                 | 广州白云站公交总站     | ⇆    | 广州火车东站                   | 3元  | 810路附属线路 20–30分/班                   |
| | 夜88                 | 市桥汽车站             | ⇆    | 广州火车站（草暖公园）         | 4元  | 301A路附属线路                             |
| | 夜89                 | 华景新城               | ⇆    | 宝岗大道                       | 3元  | 191路附属线路                              |
| | 夜105                | 南悦花苑               | ⇆    | 兴民路（天汇广场）             | 4元  | 经棠下（三元里大道）、天河南 886路附属线路 |
| | 广高峰快线30         | （广州）体育中心       | ⇆    | （佛山）万科四季花城           | 2元  | 广283路附属线路，20–30分/班                |
| | 节假日公交专线7      | 天河客運站             | ⇆    | 穗丰村（兴太三路）             | 3元  |                                            |

## 利用狀況
本站鄰近廣州動物園，附近亦有环市东路以及水荫路的住宅小区群，因此本站的平日客流均以附近居民為主。在節假日期间，來往動物園的遊客則成為本站的主要客流，有時更會出現人潮，導致車站需要實施客流控制，維持運營秩序。

## 歷史
本站最早出現在1997年的《廣州市城市快速軌道交通線網規劃研究（最終報告）》中，是當時的方案B之中的5號線（環線）的一個車站，設於梅東路附近的環市東路上。但在2003年規劃的5號線中，並沒有動物園站。當時5號線經過區莊站後，隨即以一個較平緩的曲線轉入楊箕站。
2004年4月2日，廣州市規劃局和廣州地鐵公佈5號線走線及站位方案，开展为期10天的公众咨询活动。其中15%的意见希望地铁5号线在区庄站和杨箕站间增设动物园南门站，兼顾动物园、水荫路住宅小区群等多方位客流。其後規劃局及地鐵公司接納了他們的意見，正式增設此站。时任广州市地下铁道总公司总经理的卢光霖在接受采访时介绍，增加動物園南門站后，区庄站至杨箕站区间出现了一个半径仅为200米的急转弯，并使5号线总体加长了675米，工程投资增加3.5亿元，且需要在高层建筑物和高架桥下施工，工程难度加大，但鉴于现有客流需求，最后他们决定采纳市民的意见。
2006年6月26日，5號線全面動工。而本站在開通前正式確定名稱為動物園站。2009年12月28日，本站随5号线开通而启用。

## 轶事
本站在2019年4月26日举行的首届“最美地铁站评选”参评作品展览中，获得“最受公众欢迎的地铁站”、“最佳主题奖”称号。